# Trường Thi, thành phố Thanh Hóa
Trường Thi là một phường thuộc thành phố Thanh Hóa, tỉnh Thanh Hóa, Việt Nam.

## Địa lý
Phường Trường Thi nằm ở trung tâm thành phố Thanh Hóa, có vị trí địa lý:
- Phía đông giáp phường Đông Hương
- Phía tây giáp phường Đông Thọ
- Phía nam giáp phường Điện Biên và phường Lam Sơn
- Phía bắc giáp phường Đông Thọ và phường Nam Ngạn.

Phường Trường Thi có diện tích 0,86 km², dân số năm 1999 là 11.926 người, mật độ dân số đạt 13.867 người/km².

## Lịch sử
Trước đây, địa bàn phường Trường Thi thuộc phường Nam Ngạn.
Ngày 20 tháng 8 năm 1994, phường Trường Thi được thành lập trên cơ sở một phần diện tích và dân số của phường Nam Ngạn.

## Văn hóa
- Bảo tàng Thanh Hóa hiện đang trưng bày 2.600 hiện vật. Bảo tàng nằm ở khu vực ngã ba Bia là một quần thể kiến trúc gồm 3 tòa nhà xây dựng từ thời thuộc Pháp. Nổi tiếng nhất trong bảo tàng là các loại trống đồng cổ.[4]
- Khu vực ngã ba Bia là trung tâm của phường. Ở đây có một khuôn viên nhỏ và ở giữa có tấm bia Trường Thi.
- Chùa Thanh Hà là ngôi chùa nổi tiếng trong tỉnh, nằm ở phố Bến Ngự. Vào dịp lễ, tết Nguyên Đán, chùa đón một lượng đông đảo khách viếng.
- Nhà thờ chính tòa Thanh Hóa là nhà thờ chính tòa của Giáo phận Thanh Hóa, nằm ở phố Nguyễn Trường Tộ.